# Adiantum aleuticum
Adiantum aleuticum är en kantbräkenväxtart som först beskrevs av Franz Josef Ivanovich Ruprecht, och fick sitt nu gällande namn av Cathy A. Paris. Adiantum aleuticum ingår i släktet Adiantum och familjen Pteridaceae. Utöver nominatformen finns också underarten A. a. subpumilum.

## Bildgalleri

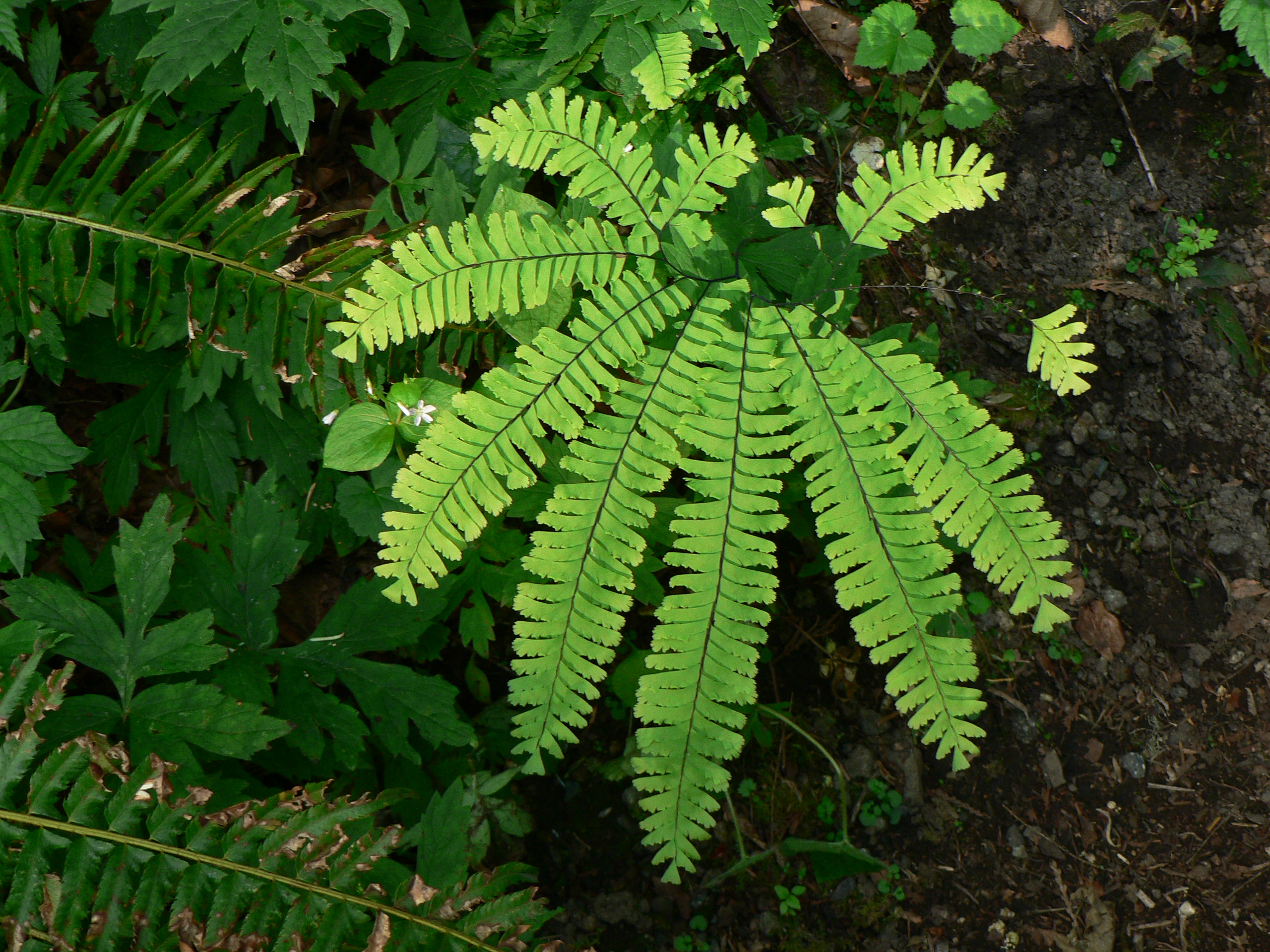
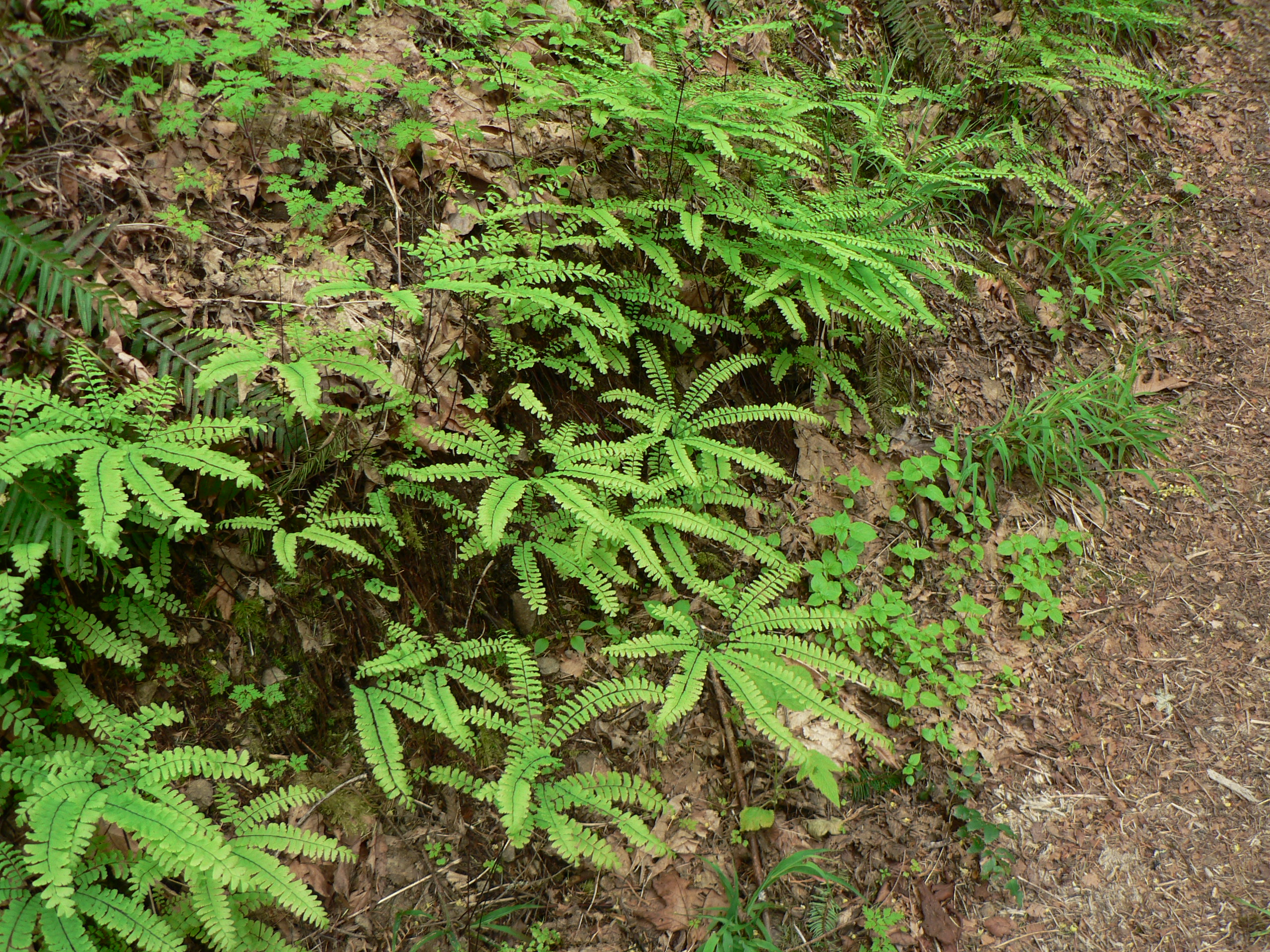
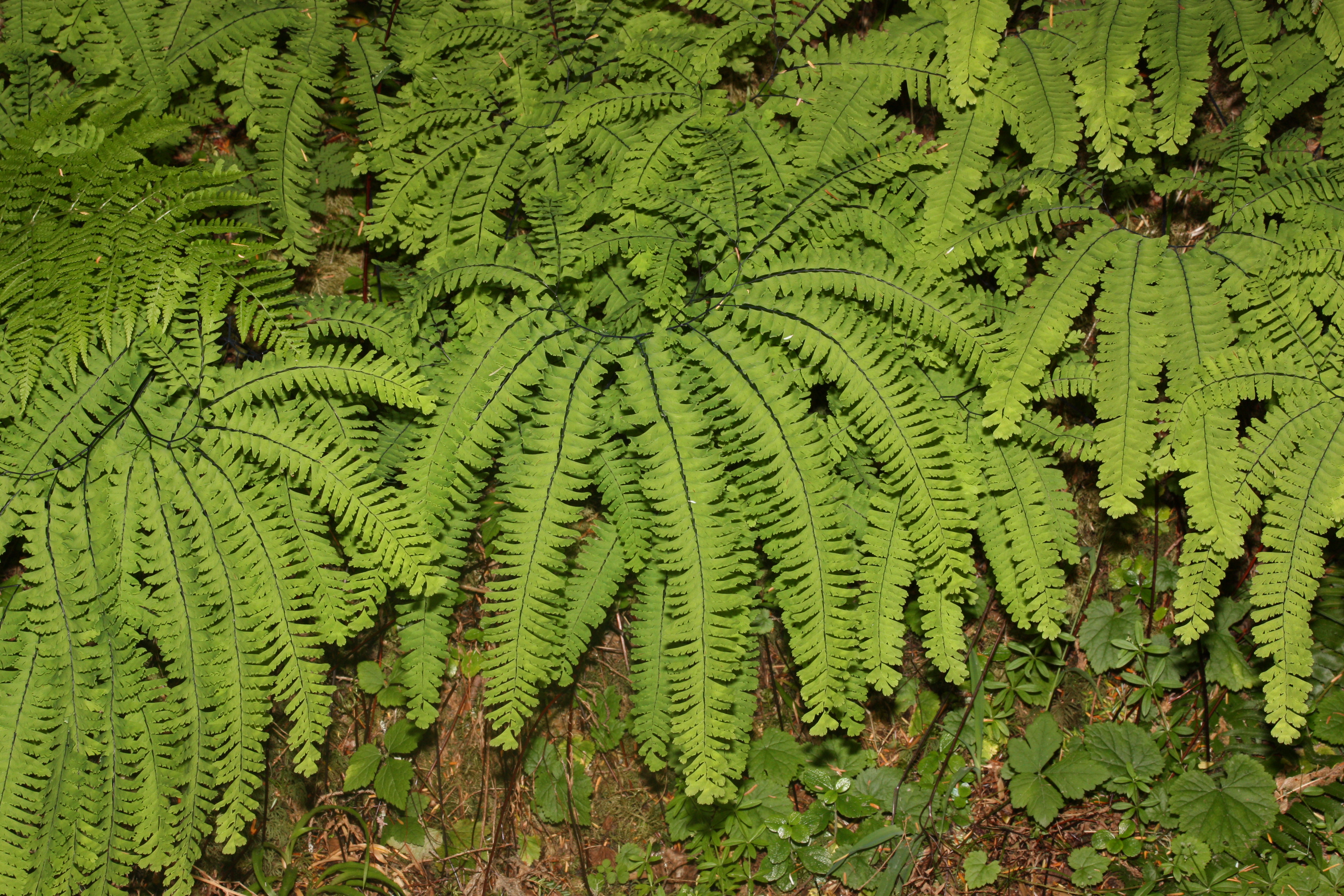
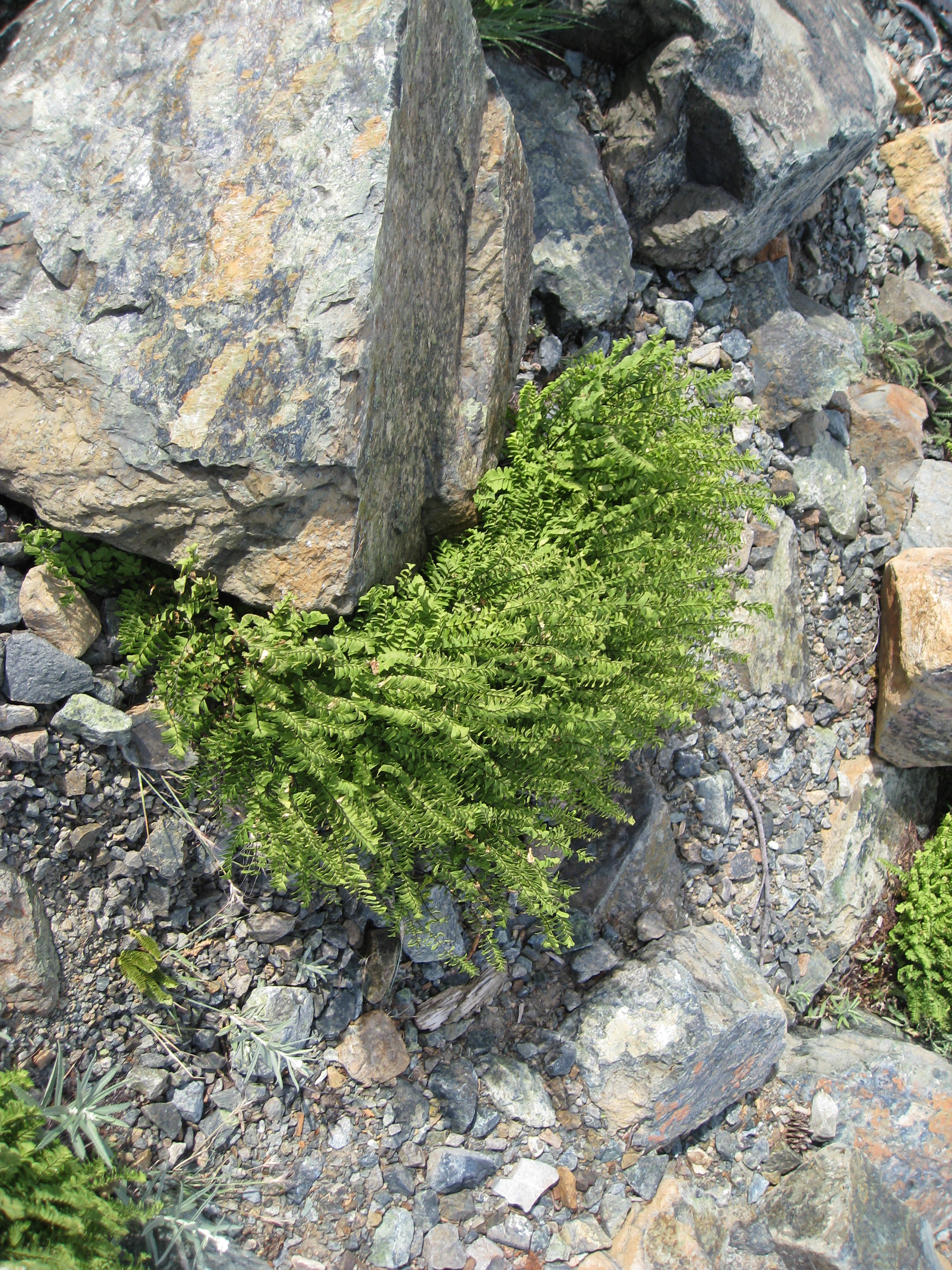
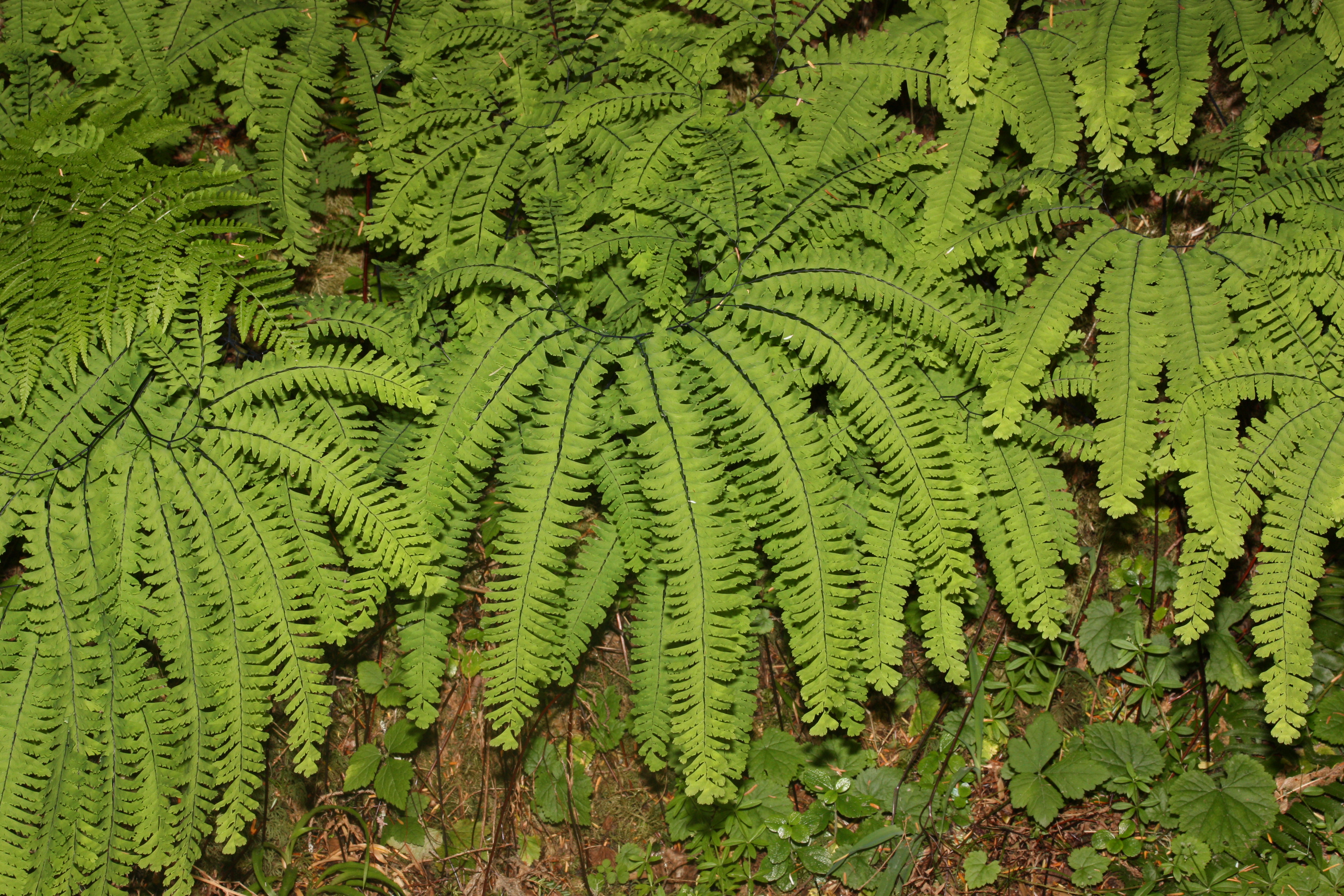
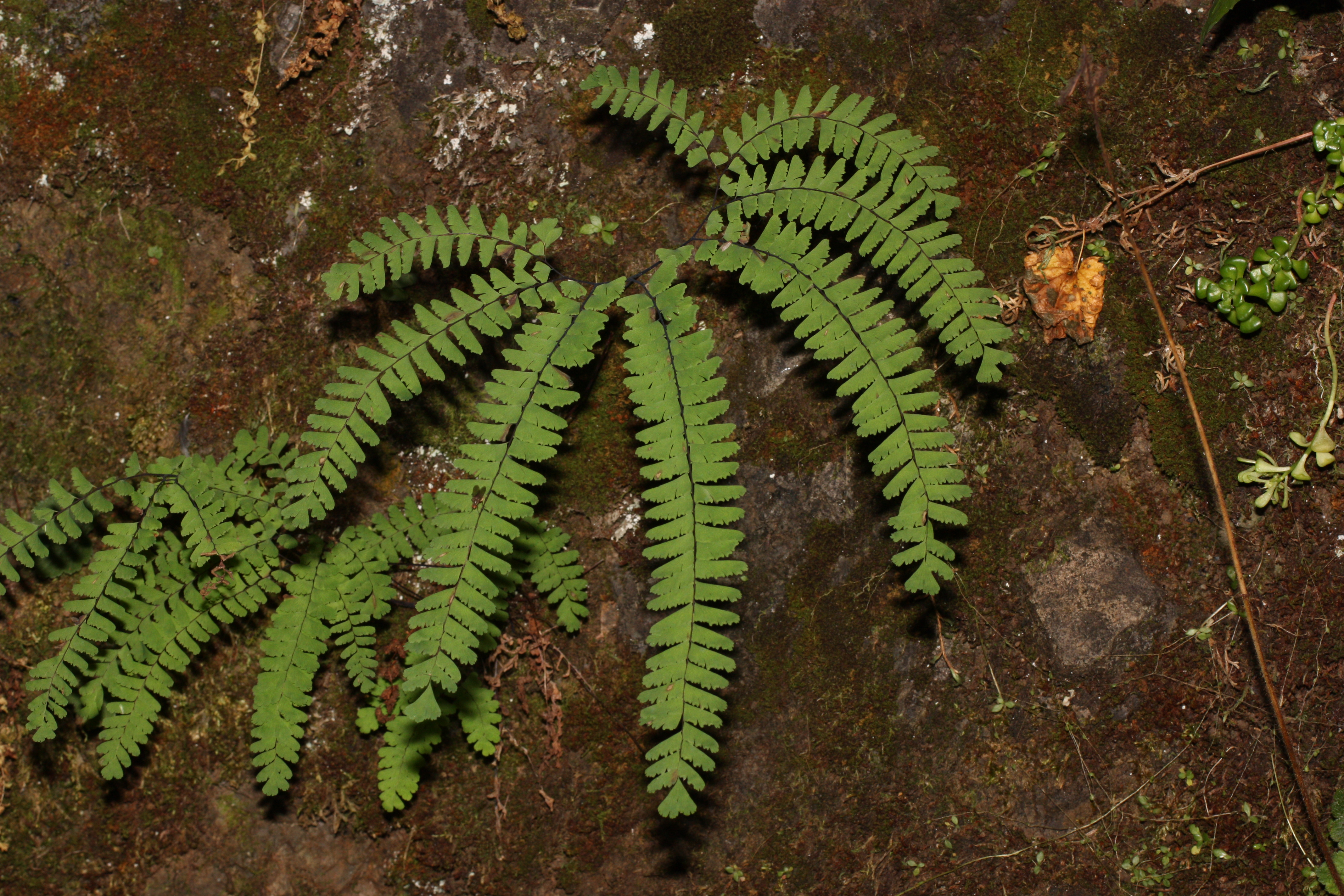